# 市政厅广场 (普罗旺斯地区艾克斯)
市政厅广场（Place de l'Hôtel-de-Ville）是法国普罗旺斯地区艾克斯的一个广场，位于市中心，市政厅前，14世纪在钟楼脚下开辟，钟楼内的天文钟历史可追溯至1661年。

## 历史
普罗旺斯地区艾克斯市政厅，其立面灵感来自广场一侧的意大利宫，由Pierre Pavillon建于1655年至1678年。
钟楼毗邻市政厅，穿过街道。
粮仓位于市政厅广场和里谢尔姆广场之间，始建于1754年。位于市政厅广场的北立面装饰有让·沙泰尔·潘克拉斯的雕塑，代表普罗旺斯农业繁荣的两个要素：罗纳河和Durance。
广场中心的喷泉建于1755年，罗马柱为让·沙泰尔·潘克拉斯的作品。